# Шибун Михайло Сергійович
Михайло Сергійович Шибун (біл. Міхаіл Сяргеевіч Шыбун, рос. Михаил Сергеевич Шибун, нар. 1 січня 1996, Малеч, Березівський район, Берестейська область, Білорусь) — білоруський футболіст, захисник клубу «Мінськ».

## Клубна кар'єра
Народився 1 січня 1996 року в агромістечку Малеч. Вихованець ДЮСШ-1 міста Береза, з 2012 року почав виступати за дубль солігорського «Шахтаря» на позиції півзахисника.
Перед сезоном 2015 року він розпочав тренування з основним складом і 19 квітня 2015 року дебютував у Вищій лізі, вийшовшина заміну на 70-й хвилині матчу проти «Славії-Мозир» (1:1). Пізніше ще кілька разів виходив на заміну, але у другій половині сезону 2015 року повернувся до резервної команди. Там же він розпочав і наступний сезон, лише іноді потрапляючи до заявки на матчі головної команди. Всього за основну команду у тому сезоні він провів 9 ігор (5 — у чемпіонаті Білорусі, 1 — у Кубку Білорусі та 3 — у Лізі Європи). У першій половині сезону 2017 року він тричі виходив на поле в основній команді (1 — у чемпіонаті Білорусі, 2 — у Кубку) і у липні був відданий в оренду клубу «Городея» на решту сезону, де здебільшого був основним гравцем.
У січні 2018 року він повернувся в «Шахтар», а в лютому продовжив контракт із «гірниками» до кінця 2019 року. У сезоні 2018 він нерегулярно виступав за першу команду, частіше залишався на лавці, але іноді виходив у стартовому складі. В цей час його почали використовувати як захисника.
Він почав готуватися до сезону 2019 року з «Шахтарем», але в березні був переданий в оренду жодинському «Торпедо-БелАЗу». Там Шибун грав переважно за дубль, провіши лише одну гру у основній команді. Через це у липні оренда була достроково скасована, і захисник повернувся до «Шахтаря». Незабаром він приєднався до «Мінська» на правах оренди до кінця року, де спочатку залучався до матчів до основної команди, але згодом в основному залишався на лавці та грав у дублі.
У січні 2020 року Шибун за згодою сторін покинув «Шахтар» і незабаром став гравцем «Городеї». Станом на 13 квітня 2020 року відіграв за команду з Городеї 4 матчі в національному чемпіонаті.

## Виступи за збірні
2012 року дебютував у складі юнацької збірної Білорусі (U-17), загалом на юнацькому рівні взяв участь у 12 іграх.
15 квітня 2015 року дебютував у складі молодіжної збірної Білорусі в товариському матчі з юніорською збірною України (U-20) в Києві. Всього протягом 2015—2018 років на молодіжному рівні зіграв у 15 офіційних матчах, забив 1 гол.

## Титули і досягнення

### Командні
- Срібний призер чемпіонату Білорусі (2): 2016, 2018
- Бронзовий призер чемпіонату Білорусі (1): 2015
- Володар Кубка Білорусі (1): 2018–19